# Produkttopologie
Im mathematischen Teilgebiet der Topologie ist die Produkttopologie die „natürlichste“ Topologie, die ein kartesisches Produkt von topologischen Räumen selbst zu einem topologischen Raum macht.

## Definition
Für jedes {\displaystyle i} aus einer (möglicherweise unendlichen) Indexmenge {\displaystyle I} sei {\displaystyle X_{i}} ein topologischer Raum. Sei {\displaystyle X=\textstyle \prod _{i\in I}X_{i}} das kartesische Produkt der Mengen {\displaystyle X_{i}}. Für jeden Index {\displaystyle i\in I} bezeichne {\displaystyle p_{i}\colon X\to X_{i}} die kanonische Projektion. Dann ist die Produkttopologie auf {\displaystyle X} definiert als die gröbste Topologie (die Topologie mit den wenigsten offenen Mengen), bezüglich der alle Projektionen {\displaystyle p_{i}} stetig sind. Man nennt {\displaystyle X} mit dieser Topologie den Produktraum der {\displaystyle X_{i}}.

### Explizite Beschreibung
Man kann die Topologie auf {\displaystyle X} explizit beschreiben. Die Urbilder offener Mengen der Faktorräume {\displaystyle X_{i}} unter den kanonischen Projektionen {\displaystyle p_{i}\colon X\to X_{i}} bilden eine Subbasis der Produkttopologie, d. h. eine Teilmenge  {\displaystyle Y\subset X} ist offen genau dann, wenn sie die Vereinigung von (möglicherweise unendlich vielen) Mengen {\displaystyle Y^{(\alpha )}} ist, die jeweils als endliche Durchschnitte von Mengen {\displaystyle Y_{i,k}^{(\alpha )}:=p_{i}^{-1}(Y_{k}^{(\alpha )})} dargestellt werden können. Dabei liegt {\displaystyle i} in {\displaystyle I} und {\displaystyle Y_{k}^{(\alpha )}} sind offene Teilmengen von {\displaystyle X_{i}}. Daraus folgt nicht, dass im Allgemeinen alle kartesischen Produkte offener Teilmengen offen sein müssen. Dies gilt nur, wenn {\displaystyle I} endlich ist.

### Universelle Eigenschaft
Der Produktraum {\displaystyle X} zusammen mit den kanonischen Projektionen {\displaystyle p_{i}} wird durch die folgende universelle Eigenschaft charakterisiert: Ist {\displaystyle Y} ein topologischer Raum und für jedes {\displaystyle i\in I} ist {\displaystyle f_{i}\colon Y\to X_{i}} stetig, dann gibt es genau eine stetige Funktion {\displaystyle f\colon Y\to X}, so dass {\displaystyle p_{i}\circ f=f_{i}} für alle {\displaystyle i\in I} gilt. Damit ist das kartesische Produkt mit der Produkttopologie das Produkt in der Kategorie der topologischen Räume.

## Beispiele
- Wenn {\displaystyle (X_{1},d_{1}),(X_{2},d_{2})} zwei metrische Räume sind und {\displaystyle p_{1},q_{1}\in X_{1}} sowie {\displaystyle p_{2},q_{2}\in X_{2}}, dann erhält man die Produkttopologie auf {\displaystyle X_{1}\times X_{2}} für {\displaystyle (p_{1},p_{2})} und {\displaystyle (q_{1},q_{2})\in X_{1}\times X_{2}} mit der Produktmetrik

{\displaystyle d((p_{1},p_{2}),(q_{1},q_{2})):={\sqrt {d_{1}(p_{1},q_{1})^{2}+d_{2}(p_{2},q_{2})^{2}}}.}
- Die Produkttopologie auf dem {\displaystyle n}-fachen kartesischen Produkt {\displaystyle \mathbb {R} ^{n}} der reellen Zahlen ist die gewöhnliche euklidische Topologie.

- Die Produkttopologie auf einem Funktionenraum {\displaystyle \mathbb {R} ^{M}} ist die Topologie der punktweisen Konvergenz.

- Die Cantor-Menge ist homöomorph zum Produktraum von abzählbar vielen Kopien des diskreten Raums {0, 1}.

- Der Raum der irrationalen Zahlen ist homöomorph zum Produkt abzählbar vieler Kopien der natürlichen Zahlen mit der diskreten Topologie.

- Der Ring {\displaystyle \mathbb {Z} _{p}} der ganzen p-adischen Zahlen wird mit der Produkttopologie der diskreten Räume {\displaystyle \mathbb {Z} /p^{n}\mathbb {Z} } versehen und ist dann kompakt. Diese Topologie wird auch erzeugt vom p-adischen Betrag auf {\displaystyle \mathbb {Z} _{p}}.

## Eigenschaften
Die Produkttopologie heißt auch Topologie der punktweisen Konvergenz aufgrund der folgenden Eigenschaft: Eine Folge in {\displaystyle X=\textstyle \prod _{i\in I}X_{i}} konvergiert genau dann, wenn alle Projektionen auf die {\displaystyle X_{i}} konvergieren. Insbesondere ist für den Raum {\displaystyle \mathbb {R} ^{I}} aller Funktionen von {\displaystyle I} nach {\displaystyle \mathbb {R} } die Konvergenz in der Produkttopologie gleichbedeutend mit der punktweisen Konvergenz.
Um zu prüfen, ob eine gegebene Funktion {\displaystyle f\colon Y\to X} stetig ist, kann man das folgende Kriterium benutzen: {\displaystyle f} ist stetig genau dann, wenn alle {\displaystyle p_{i}\circ f} stetig sind. Die Überprüfung, ob eine Funktion {\displaystyle g\colon X\to Z} stetig ist, ist meist schwieriger; man versucht dann irgendwie die Stetigkeit der {\displaystyle p_{i}} auszunutzen.
Ein wichtiger Satz über die Produkttopologie ist der Satz von Tichonow: Jedes Produkt kompakter Räume ist kompakt. Dies ist leicht für endliche Produkte zu zeigen, aber die Aussage ist überraschenderweise auch wahr für unendliche Produkte, zu deren Beweis man dann aber das Auswahlaxiom benötigt.
Wesentliche Teile der Theorie der Produkttopologie wurden von A. N. Tichonow entwickelt.

## Sonstiges
- Ein verwandter Begriff ist die Summentopologie.
- Die Produkttopologie ist eine spezielle Initialtopologie.